# مارتن غاي
مارتن غاي هو سياسي كندي، ولد في 29 ديسمبر 1726، وتوفي في 3 فبراير 1809. انتخب عضو مجلس نواب نوفا سكوشا.